# Cabera irrorata
Cabera irrorata är en fjärilsart som beskrevs av Barend J. Lempke 1947. Cabera irrorata ingår i släktet Cabera och familjen mätare. Inga underarter finns listade i Catalogue of Life.